# 모리야마 사토시

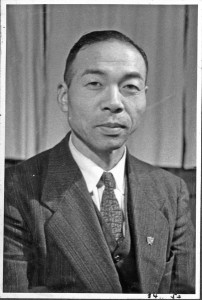

모리야마 사토시(森山諭, 1908년 2월 14일 ~ 1996년 7월 22일)는 일본의 목사이다.
후쿠시마현 야마군 시오카와 정 태생으로 일본 기독교회(장로교회)의 창립에 참가하여 도쿄 도시마구, 스기나미구에 교회를 세웠다. 생전에 탁명환 등과도 친분이 있었다.